# Adidas Telstar 18
 Ovo je glavno značenje pojma Adidas Telstar 18. Za druga značenja pogledajte Telstar (razdvojba).
Adidas Telstar 18 ili Telstar 18 je nogometna lopta kojom se igralo na Svjetskom prvenstvu 2018 u Rusiji. Dizajnirala ju je od tvrtka Adidas, službeni partner FIFA-e i proizvođač lopti za Svjetska prvenstva od 1970. Bazirana je na konceptu prve Adidasove lopte za Svjetsko prvenstvo.
Telstar 18 je predstavio Lionel Messi u Moskvi 9. studenoga 2017. godine.

## Ime
Ime lopte je otkriveno 9. studenoga 2017., na prezentaciji u Moskvi. Učinio je to Lionel Messi, dobitnik zlatne lopte na Svjetskom prvenstvu 2014. Prezentaciji su prisustvovali brojni raniji pobjednici Svjetskog prvenstva: Zinédine Zidane, Kaká, Alessandro Del Piero, Xabi Alonso i Lukas Podolski. Telstar 18 je nasljednik Adidasove prve lopte za Svjetsko prvenstvo, koja je nazvana Telstar po američkom komunikacijskim satelitu "Telstaru", koji je uništen tijekom hladnog rata. Riječ "Telstar" izvedena je od kombinacije riječi "televizija" i "star" (hrv. zvijezda).

## Dizajn
Originalna Telstar lopta korištena na Svjetskom prvenstvu 1970. je bila prva lopta s crnim i bijelim obrascem. To je urađeno da bi se osiguralo da će publika preko televizije znati gdje je lopta tijekom igre, jer su se koristili crno bijeli televizori, dok su televizori u boji bili rijetki u svijetu u to doba. Iako je Telstar imao 32 table, Telstar 18 ima šest teksturnih tabli. One nisu prišivene, već su prilijepljene zajedno.
U loptu je ugrađen NFC (eng. near-field communication; hrv. komunikacija bliskog polja)  čip, koji je ugrađen po prvi put u povijest Svjetskih prvenstava. Ipak, ne koristi nogometašima, ne pruža informacije o njihovim udarcima nogom ili glavom, iako je Adidas to omogućio kod prethodnog lopte. Korisnici koji kupe loptu, mogu se spojiti na čip preko pametnih telefona, da bi imali pristup sadržaju i informacijama koje su jedinstvene za loptu, personalizirane i lokalizirane, osiguravajujući korisnicima pristup sadržaju o Svjetskom prvenstvu.

## Curenje informacija
Neki detalji o lopti bili su otkriveni dva tjedna prije službene prezentacije, kada je fotografija objavljena na web-stranici footyheadlines.com.

## Vanjske poveznice
- Lopta na službenoj stranici Adidas-a